# Покутско-буковинские говоры

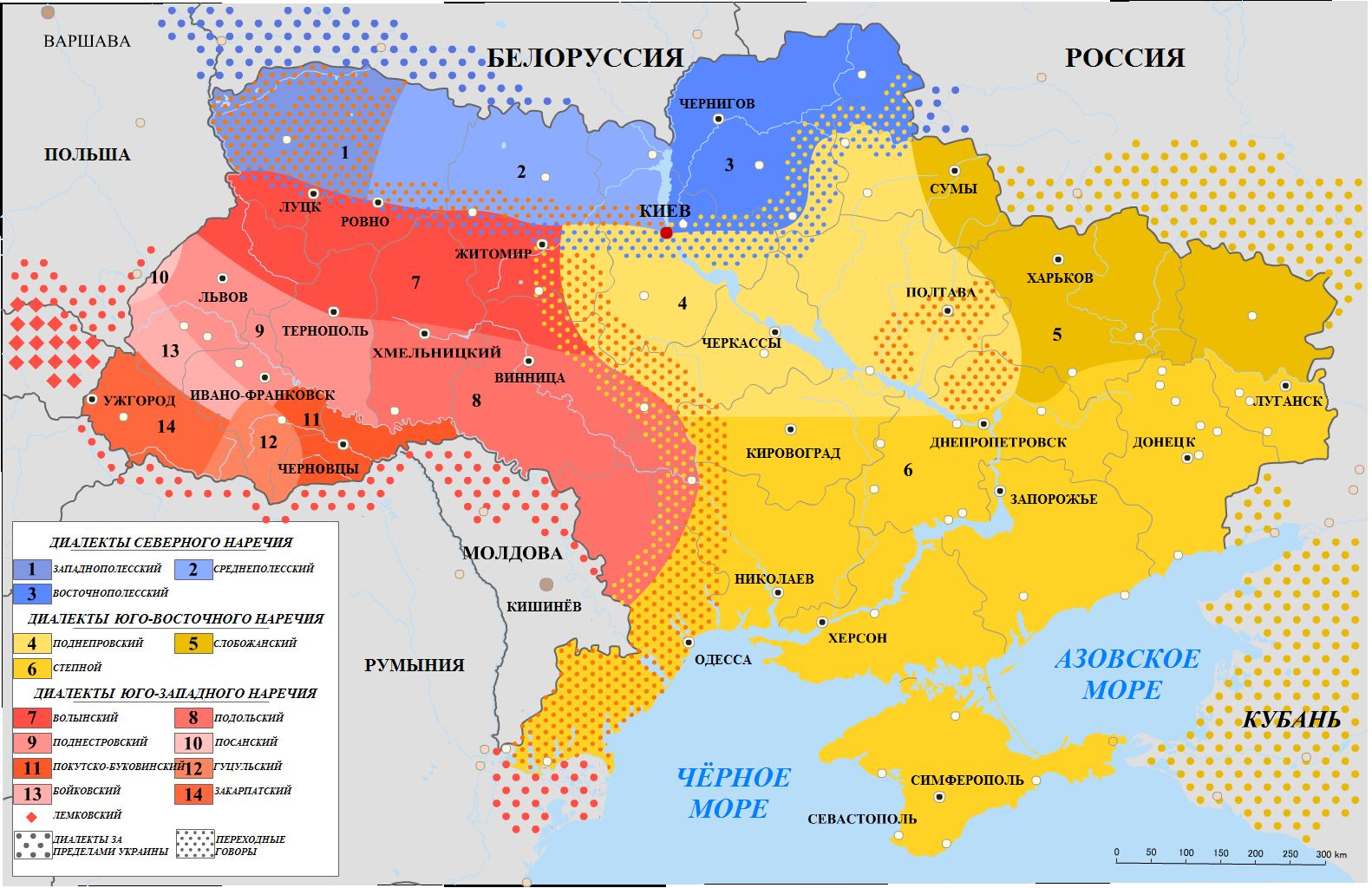
Ареал покутско-буковинских говоров на карте диалектов украинского языка

Поку́тско-букови́нские го́воры (также покутские говоры, надпрутские говоры; укр. покутсько-буковинський говір, покутсько-буковинські говірки, покутський говір, надпрутський говір) — говоры юго-западного наречия украинского языка, распространённые на западе Украины к югу от Днестра и к востоку от Карпатских гор (на территории Черновицкой области, исключая её крайне западные районы, и в восточной части Ивано-Франковской области). Вместе с поднестровскими, гуцульскими и посанскими говорами входят в состав архаичной галицко-буковинской группы говоров.
В покутско-буковинском ареале выделяют буковинские (основные) и покутские говоры. К буковинским близки севернобессарабские говоры, распространённые в восточных районах Черновицкой области. По ряду особенностей выделяются также восточнонадпрутские говоры.
Покутско-буковинские говоры имеют большое число общих диалектных черт прежде всего с поднестровскими говорами, кроме того, у покутско-буковинских говоров имеется ряд сходных признаков с диалектными особенностями гуцульских и бойковских говоров. Отмечаемые диалектологами черты переходности от покутско-буковинских к поднестровским и гуцульским говорам отражены в нечёткости и размытости диалектной границы между ними (на севере и юго-западе покутско-буковинского ареала).
Происхождение названия говоров связано с двумя историко-этнографическими областями, в пределах которых размещён ареал покутско-буковинских говоров — Покутьем и Северной Буковиной.
Изучением покутско-буковинских говоров занимались такие исследователи украинских диалектов, как И. Г. Верхратский, Ю. А. Карпенко, К. Кисилёвский, Б. В. Кобылянский, К. Лукъянюк, В. А Прокопенко и другие.
К основным фонетическим особенностям покутско-буковинских говоров относят:
1. Произношение гласных [е], [и], [і] как в ударных, так и в безударных слогах в соответствии /а/ после мягких согласных: душ’é, ш’éпка / ш’и́пка, пор’и́док, спідни́ц’і, чéл’ід’, ве́ремйе. В позиции после /j/ переход /а/ в [е], [і] (йійце́, йек, по́йес) ограничен ареалом восточнонадпрутских говоров.
2. Наличие альвеолярной согласной /л˙/, в частности, в говорах, размещённых на границе покутско-буковинского ареала с гуцульским и бойковским.
3. Депалатализация /с/, /ц/ в позиции конца слова: дес, хтос, хло́пец, оте́ц; перед -а, -у в окончаниях существительных: ву́лица, те́рница, на ву́лицу, копи́цу; в прилагательных и наречиях на -ск, -зк, -цк: ни́ско, пóл˙ский, вітц’íўский, н’імéцкий; в окончаниях глаголов: бу́лисмо, ходи́листе.
4. Смягчение шипящих согласных /ш/, /ж/, /ч/ в основном в восточнонадпрутских говорах: ж’ити, ч’ис, ш’:е, реже — в западнонадпрутских.
5. Переход /т’/ > [к’], /д’/ > [ґ’]: ґ’іт (укр. литер. дід «дед»), ґ’íўка (укр. литер. дівка «девка, девушка»), кі́ло (укр. литер. т′iло «тело»), ниґ’íл’е (укр. литер. неділя «воскресенье»).

Среди морфологических явлений отмечаются следующие:
1. Сохранение форм двойственного числа существительных: дві йейц’í, дв’і хáт’і.
2. Отсутствие прилагательных с основой на мягкий согласный: си́ний, сина, сине; горі́шний, горі́шна, горі́шне.
3. Образование степени сравнения прилагательных и наречий с помощью суффиксов -ішч-, -іш’-, -ч-: даўн’ішчий, менче, менчий, и с помощью частицы май: май бíл˙ший, май ста́рший, май ранéн’ко.
4. Параллельное употребление форм глагола будущего времени типа будемо роби́ти — ме́мо роби́ти, бу́деш банува́ти — меш банува́ти.
5. Наличие таких форм глаголов прошедшего времени, как ходи́ўйім (-йем), ходи́ўйіс (-йес), ходи́лисмо.
6. Употребление возвратной частицы -ся как в постпозиции, так и в препозиции в разных её фонетических вариантах: с’а, са, си.

Для лексики покутско-буковинского диалектного ареала характерны такие слова, как: ґáзда, газди́н’і (укр. литер. господар, господиня «хозяин, хозяйка»), жи́тниц’і (укр. литер. сироватка «сыворотка»), кугу́т (укр. литер. півень «петух»), ли́лик (укр. литер. кажан «летучая мышь»), шу́тий (укр. литер. безрогий «безрогий»), рíш’ч’а (укр. литер. хмиз «хворост») и т. д. С гуцульскими говорами покутско-буковинские объединяют следующие слова: барабýл’і (укр. литер. картопля «картофель»), вéремн’е (укр. литер. погода «погода») и многие другие.